# HC Lokomotiva Brno
HC Lokomotiva Brno (celým názvem: Hockey Club Lokomotiva Brno) byl český klub ledního hokeje, který sídlil v brněnské Ponavě v Jihomoravském kraji. Svůj poslední název nesl od roku 2014. V letech 2014 a 2015 se Lokomotiva stala mistrem Vysočiny v ledním hokeji. Klub zanikl po jeho vítězné sezóně 2014/15 v Krajské soutěži.
Své domácí zápasy odehrával v Hokejové hale dětí a mládeže s kapacitou 500 diváků.

## Historické názvy
- HC RH-Centrum Brno (Hockey Club RH-Centrum Brno)
- 2014 – HC Lokomotiva Brno (Hockey Club Lokomotiva Brno)
- 2015 – zánik

## Přehled ligové účasti
Stručný přehled
Zdroj:
- 2010–2011: Žďárský okresní přebor – sk. B (5. ligová úroveň v České republice)
- 2011–2013: Žďárský okresní přebor (5. ligová úroveň v České republice)
- 2013–2015: Krajská soutěž Vysočiny (5. ligová úroveň v České republice)

Jednotlivé ročníky
Zdroj:
Legenda: ZČ – základní část, červené podbarvení – sestup, zelené podbarvení – postup, fialové podbarvení – reorganizace, změna skupiny či soutěže
| Česko (2010 – 2015) |                                |           |          |                                     |                      |
| Sezóny              | Soutěž                         | Úroveň    | ZČ       | Play-off, nadstavba, sk. o udržení… | Poznámky             |
| 2010/11             | Žďárský okresní přebor – sk. B | 5. úroveň | 1. místo |                                     | Reorganizace         |
| 2011/12             | Žďárský okresní přebor         | 5. úroveň | 1. místo |                                     |                      |
| 2012/13             | Žďárský okresní přebor         | 5. úroveň | 1. místo |                                     | Změna soutěže        |
| 2013/14             | Krajská soutěž Vysočiny        | 5. úroveň | 3. místo | Vítěz                               |                      |
| 2014/15             | Krajská soutěž Vysočiny        | 5. úroveň | 1. místo | Vítěz                               | Odhlášení ze soutěže |